# Hyperammonämie
Unter Hyperammonämie versteht man einen krankhaft erhöhten Ammoniumgehalt im Blut. Zugrunde liegt meist ein angeborener Enzymdefekt im Harnstoffzyklus. Die defekten Enzyme können Ammoniak nicht abbauen, sodass es sich im Blut anhäuft. Unbehandelt hat die Hyperammonämie Gehirnschäden und Behinderung zur Folge.

## Ursachen

### Enzymdefekte im Harnstoffzyklus
Der Enzymdefekt wird vererbt und hat eine Häufigkeit von 1/8.200 Neugeborenen. Dabei wird der Ornithin-Transcarbamylase-Mangel X-chromosomal rezessiv vererbt. Die fünf anderen Enzymdefekte werden autosomal rezessiv vererbt.
- Ornithin-Transcarbamylase (häufigster Defekt), auch Ornithin-Ketosäure-Transaminase
- Carbamoylphosphat-Synthetase I
- Argininosuccinat-Synthase
- Argininosuccinat-Lyase
- N-Acetylglutamat-Synthetase (NAGS)
- Arginase 1

Siehe auch Hauptartikel Harnstoffzyklusdefekte.

### Andere Ursachen
Auch Organische Azidurien und Fettsäureoxidationsdefekte können zu einer Hyperammonämie führen.
Eine weitere Ursache für eine Hyperammonämie kann ein Zinkmangel darstellen.

## Symptome
Die Symptome sind je nach Lebensalter bei ihrem Erstauftreten (Manifestation) unterschiedlich:
- Manifestation im Neugeborenenalter: lebensbedrohlicher Verlauf mit Trinkschwäche, Lethargie, Hypotonie
- Manifestation im Säuglingsalter: weniger akuter Verlauf mit Gedeihstörung und Lethargie
- Manifestation im Kleinkindalter oder in der Pubertät: Episodenartige Krisen mit Erbrechen, Kopfschmerz, Lernprobleme, mentale Retardierung, Ataxie
- Enzephalopathie / rauschähnliche Beeinträchtigungen

## Behandlung
Unabhängig von der genauen Ursache der Hyperammonämie muss der Ammoniakspiegel im Blut sofort gesenkt werden. Dazu werden folgende Maßnahmen durchgeführt:
- sofortiger Stopp jeglicher Proteinzufuhr
- Zuckerinfusion und Insulingabe
- Arginin-Gabe
- medikamentöse Entgiftung über die Niere mit Benzoat, Phenylacetat oder Phenylbutyrat (bilden Konjugate mit Glycin bzw. Glutamin)
- Carnitin
- Diurese
- ggfs. Dialyse
- orale Einnahme von Lactulose (wird von Darmbakterien u. a. in saures Lactat und Aceton zersetzt; das Darmmilieu wird saurer, Ammoniak wird zu Ammonium protoniert, welches nicht vom Darm resorbiert wird). Es fördert allerdings auch den Stuhlgang.
- Unterstützung des Körpers bei der Metabolisierung (Verstoffwechselung) des Ammoniaks zu Harnstoff in der Leber, bspw. durch Hepa-Merz Granulat (2022 – Mitte 2023 nicht erhältlich)..
- Bekämpfung der Ammoniak-produzierenden Bakterien im Darm z. B. durch Rifaximin. Allerdings greifen Antibiotika auch andere Bakterienstämme im Darm an.

Hyperammonämie aufgrund von N-Acetylglutamatsynthetasemangel kann effektiv mit Carglumsäure behandelt werden.
Im weiteren Verlauf ist eine Diät notwendig.

## Prognose
Je früher die Erkrankung erkannt und behandelt wird, desto weniger Gehirnschäden treten auf.
Eine Hyperammonämie, ob durch Zinkmangel oder andere Umstände hervorgerufen, kann in Verbindung mit einer Sichelzellenanämie zu einer Enzephalopathie führen.